# Olympische Sommerspiele 1980/Leichtathletik – Kugelstoßen (Männer)

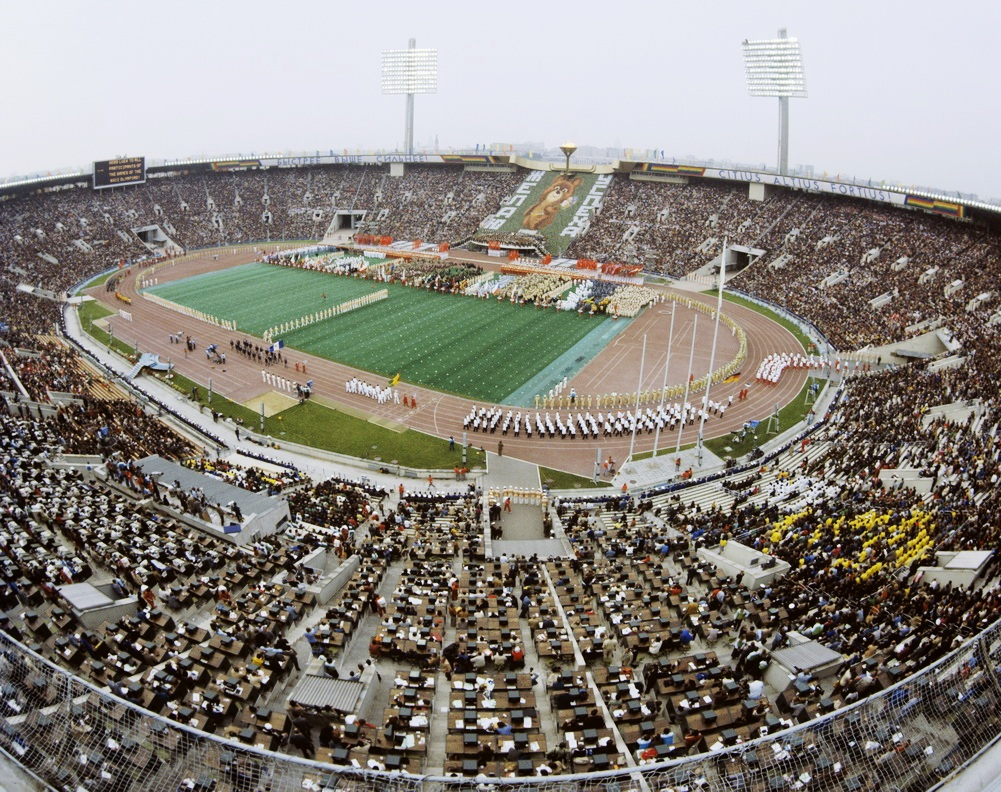
Das Luschniki-Stadion während der Eröffnungsfeier dieser Spiele

Das Kugelstoßen der Männer bei den Olympischen Spielen 1980 in Moskau wurde am 28. und 30. Juli 1980 im Olympiastadion Luschniki ausgetragen. Sechzehn Athleten nahmen teil.
Olympiasieger wurde Wladimir Kisseljow aus der Sowjetunion. Er gewann vor seinem Landsmann Alexander Baryschnikow und Udo Beyer aus der DDR.
Für die DDR ging neben dem Medaillengewinner Beyer Hans-Jürgen Jacobi an den Start. Auch er erreichte das Finale und belegte dort Rang sechs.

Jean-Pierre Egger aus der Schweiz kam ebenfalls ins Finale. Er wurde Zwölfter.

Kugelstoßer aus Österreich und Liechtenstein nahmen nicht teil. Athleten aus der Bundesrepublik Deutschland waren wegen des Olympiaboykotts ebenfalls nicht dabei.

## Rekorde

### Bestehende Rekorde
| Weltrekord         | 22,15 m | Udo Beyer ( DDR)                      | Göteborg, Schweden                | 6. Juli 1978  |
| Olympischer Rekord | 21,32 m | Alexander Baryschnikow ( Sowjetunion) | Qualifikation OS Montreal, Kanada | 23. Juli 1976 |

### Rekordverbesserung
Der sowjetische Olympiasieger Wladimir Kisseljow verbesserte den bestehenden olympischen Rekord mit seinem dritten Stoß im Finale am 30. Juli um drei Zentimeter auf 21,35 m. Den Weltrekord verfehlte er damit um achtzig Zentimeter.

## Durchführung des Wettbewerbs
Die Athleten traten am 28. Juli zu einer Qualifikationsrunde an. Da es nur sechzehn Teilnehmer gab, wurde diese Ausscheidung gemeinsam in einer Gruppe durchgeführt. Zwölf Athleten – hellblau unterlegt – übertrafen die direkte Finalqualifikationsweite von 19,60 m. Damit war die Mindestanzahl von zwölf Finalteilnehmern erreicht. Diese bestritten das Finale am 30. Juli.

## Zeitplan
28. Juli, 10:30 Uhr: Qualifikation

30. Juli, 18:35 Uhr: Finale
Anmerkung:
Alle Zeiten sind in Ortszeit Moskau (UTC+3) angegeben.

## Legende
Kurze Übersicht zur Bedeutung der Symbolik – so üblicherweise auch in sonstigen Veröffentlichungen verwendet:
| – | verzichtet |
| x | ungültig   |

## Qualifikation

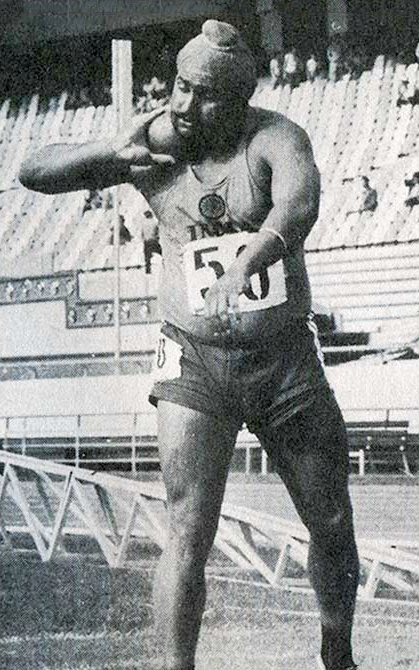
Bahadur Singh Chouhan – ausgeschieden mit 17,05 m

Datum: 28. Juli 1980, 10:30 Uhr
| Platz | Name                   | Nation           | 1. Versuch | 2. Versuch | 3. Versuch | Weite   |
| ----- | ---------------------- | ---------------- | ---------- | ---------- | ---------- | ------- |
| 1     | Wladimir Kisseljow     | Sowjetunion      | 20,72 m    | –          | –          | 20,72 m |
| 2     | Alexander Baryschnikow | Sowjetunion      | 20,58 m    | –          | –          | 20,58 m |
| 3     | Vladimir Milić         | Jugoslawien      | 20,56 m    | –          | –          | 20,56 m |
| 4     | Reijo Ståhlberg        | Finnland         | 20,53 m    | –          | –          | 20,53 m |
| 5     | Anatolij Jarosch       | Sowjetunion      | 20,19 m    | –          | –          | 20,19 m |
| 6     | Udo Beyer              | DDR              | 19,94 m    | –          | –          | 19,94 m |
| 7     | Hans-Jürgen Jacobi     | DDR              | 19,15 m    | 19,57 m    | 19,92 m    | 19,92 m |
| 8     | Geoff Capes            | Großbritannien   | 19,75 m    | –          | –          | 19,75 m |
| 9     | Hreinn Halldórsson     | Island           | 19,29 m    | 19,74 m    | –          | 19,74 m |
| 10    | Jaromír Vlk            | Tschechoslowakei | 19,58 m    | 19,69 m    | –          | 19,69 m |
| 11    | Óskar Jakobsson        | Island           | 19,30 m    | x          | 19,66 m    | 19,66 m |
| 12    | Jean-Pierre Egger      | Schweiz          | 19,61 m    | –          | –          | 19,61 m |
| 13    | Nikola Hristow         | Bulgarien        | 17,82 m    | 18,94 m    | 19,01 m    | 19,01 m |
| 14    | Mohamed al-Zinkawi     | Kuwait           | 17,15 m    | x          | 17,03 m    | 17,15 m |
| 15    | Bahadur Singh Chouhan  | Indien           | 17,05 m    | 16,91 m    | 16,72 m    | 17,05 m |
| NM    | Waltscho Stojew        | Bulgarien        | x          | x          | x          | ogV     |

## Finale
Datum: 30. Juli 1980, 18:35 Uhr
| Platz | Name                   | Nation           | 1. Versuch | 2. Versuch | 3. Versuch | 4. Versuch                               | 5. Versuch                               | 6. Versuch                               | Endresultat | Anmerkung |
| ----- | ---------------------- | ---------------- | ---------- | ---------- | ---------- | ---------------------------------------- | ---------------------------------------- | ---------------------------------------- | ----------- | --------- |
| 1     | Wladimir Kisseljow     | Sowjetunion      | 21,10 m    | 20,86 m    | 21,35 m OR | 21,03 m                                  | 21,00 m                                  | x                                        | 21,35 m     | OR        |
| 2     | Alexander Baryschnikow | Sowjetunion      | 20,20 m    | 21,08 m    | 20,66 m    | 20,39 m                                  | x                                        | x                                        | 21,08 m     |           |
| 3     | Udo Beyer              | DDR              | x          | 20,70 m    | 21,06 m    | 20,98 m                                  | x                                        | x                                        | 21,06 m     |           |
| 4     | Reijo Ståhlberg        | Finnland         | 19,83 m    | x          | 20,20 m    | 19,63 m                                  | 20,82 m                                  | 20,58 m                                  | 20,82 m     |           |
| 5     | Geoff Capes            | Großbritannien   | 20,50 m    | x          | 19,47 m    | x                                        | 19,69 m                                  | 19,23 m                                  | 20,50 m     |           |
| 6     | Hans-Jürgen Jacobi     | DDR              | 20,32 m    | x          | 19,80 m    | 19,50 m                                  | x                                        | 20,00 m                                  | 20,32 m     |           |
| 7     | Jaromír Vlk            | Tschechoslowakei | 20,24 m    | x          | 19,77 m    | 19,62 m                                  | 19,84 m                                  | 20,01 m                                  | 20,24 m     |           |
| 8     | Vladimir Milić         | Jugoslawien      | 20,07 m    | x          | 19,69 m    | x                                        | 20,06 m                                  | x                                        | 20,07 m     |           |
|       |                        |                  |            |            |            |                                          |                                          |                                          |             |           |
| 9     | Anatolij Jarosch       | Sowjetunion      | 19,63 m    | 19,93 m    | x          | nicht im Finale der besten acht Athleten | nicht im Finale der besten acht Athleten | nicht im Finale der besten acht Athleten | 19,93 m     |           |
| 10    | Hreinn Halldórsson     | Island           | 19,55 m    | 18,99 m    | 19,16 m    | nicht im Finale der besten acht Athleten | nicht im Finale der besten acht Athleten | nicht im Finale der besten acht Athleten | 19,55 m     |           |
| 11    | Óskar Jakobsson        | Island           | 19,07 m    | x          | x          | nicht im Finale der besten acht Athleten | nicht im Finale der besten acht Athleten | nicht im Finale der besten acht Athleten | 19,07 m     |           |
| 12    | Jean-Pierre Egger      | Schweiz          | 18,25 m    | 18,26 m    | 18,90 m    | nicht im Finale der besten acht Athleten | nicht im Finale der besten acht Athleten | nicht im Finale der besten acht Athleten | 18,90 m     |           |

Als Favorit galt der Olympiasieger von 1976 Udo Beyer, gleichzeitig Inhaber des Weltrekords und Europameister 1978. Als stärkster Konkurrent galt der Silbermedaillengewinner von Montreal Alexander Baryschnikow. Die US-amerikanische Elite fehlte zwar, aber ihre Athleten waren in diesen Jahren nicht so stark, dass sie zum engsten Kreis der Medaillenanwärter hätten zählen können.
Der sowjetische Athlet Wladimir Kisseljow, der schon in der Qualifikation die größte Weite gestoßen hatte, ging in der ersten Runde mit 21,10 m in Führung. Hinter ihm lag der Brite Geoff Capes, gefolgt von Hans-Jürgen Jacobi aus der DDR. Baryschnikow schob sich im zweiten Versuch mit 21,08 m auf Platz zwei, Beyer folgte auf Rang drei. Im dritten Versuch kam Beyer bis auf zwei Zentimeter an Baryschnikow heran, während Kisseljow die Kugel auf die neue Olympiarekordweite von 21,35 m stieß. Im vierten Durchgang änderte sich nichts, im fünften zog der Finne Reijo Ståhlberg an Capes vorbei auf Platz vier. Auch in der letzten Versuchsreihe änderte sich dann nichts mehr. Damit wurde Wladimir Kisseljow überraschend Olympiasieger vor den eigentlichen Favoriten Alexander Baryschnikow – Silber – und Udo Beyer – Bronze.
Wladimir Kisseljow wurde erster sowjetischer Olympiasieger im Kugelstoßen.

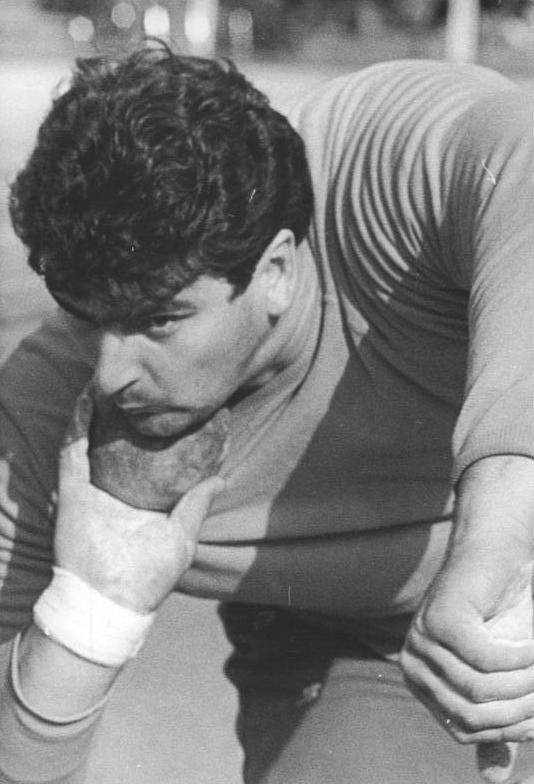
Bronzemedaillengewinner Udo Beyer
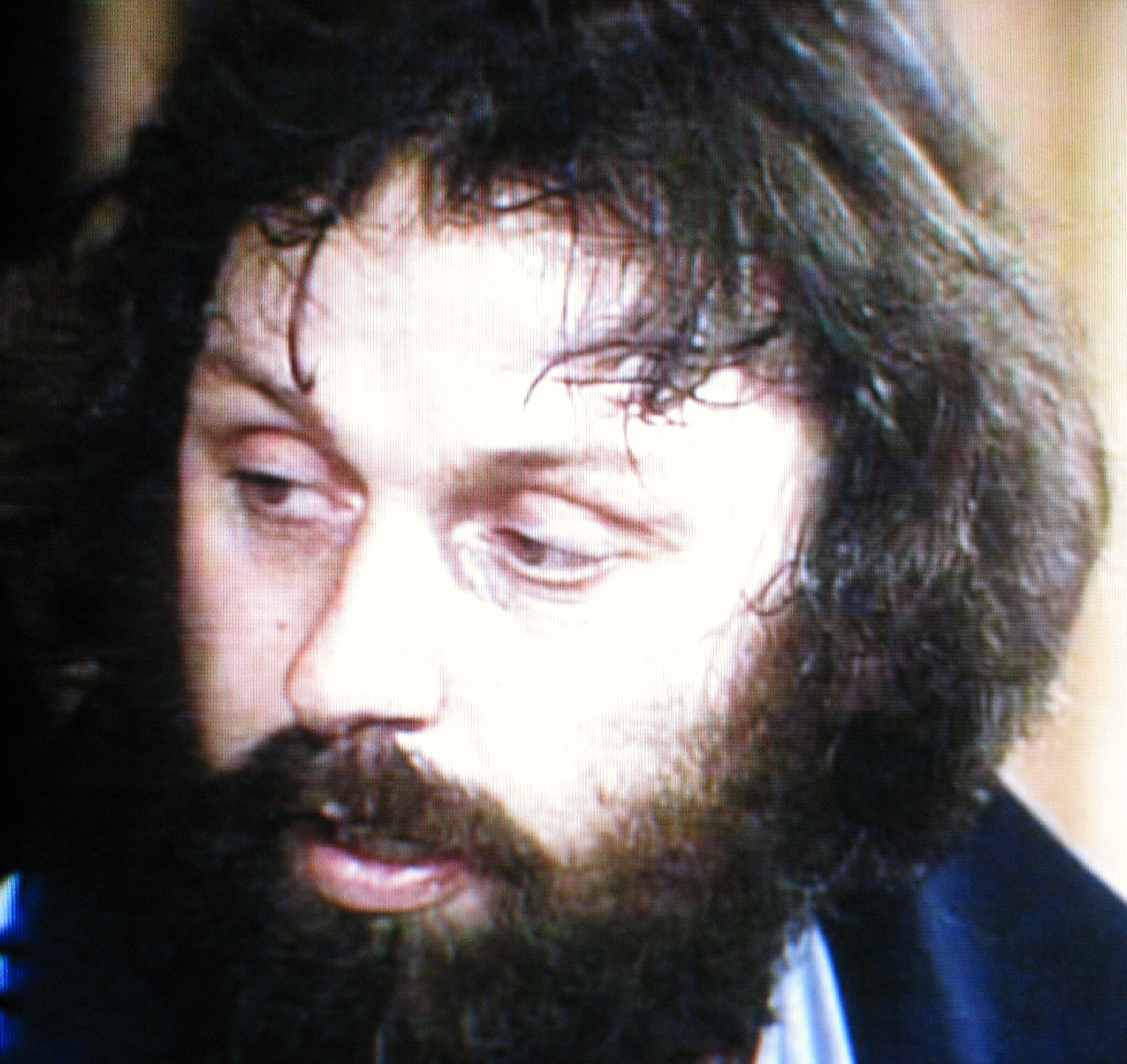
Rang fünf für Geoff Capes

## Videolinks
- Vladimir Kiselyov (Russia) Shot Put 20.72 meters. Qualifying 1980 Olympics, youtube.com, abgerufen am 31. Oktober 2021
- Anatoliy Yarosh (Ukrain) Shot put (1980 PB: 20.95 Meters), youtube.com, abgerufen am 31. Oktober 2021
- Geoff Capes (England) 1980 olympic shot put final Moskow 20.50 meters, youtube.com, abgerufen am 31. Oktober 2021